# Wilkinson (Indiana)
Wilkinson es un pueblo ubicado en el condado de Hancock en el estado estadounidense de Indiana. En el Censo de 2010 tenía una población de 449 habitantes y una densidad poblacional de 747,24 personas por km².

## Geografía
Wilkinson se encuentra ubicado en las coordenadas 39°53′10″N 85°36′28″O / 39.88611, -85.60778. Según la Oficina del Censo de los Estados Unidos, Wilkinson tiene una superficie total de 0.6 km², de la cual 0.6 km² corresponden a tierra firme y (0%) 0 km² es agua.

## Demografía
Según el censo de 2010, había 449 personas residiendo en Wilkinson. La densidad de población era de 747,24 hab./km². De los 449 habitantes, Wilkinson estaba compuesto por el 99.33% blancos, el 0% eran afroamericanos, el 0% eran amerindios, el 0% eran asiáticos, el 0% eran isleños del Pacífico, el 0% eran de otras razas y el 0.67% pertenecían a dos o más razas. Del total de la población el 2% eran hispanos o latinos de cualquier raza.